# Konklawe 1903
Konklawe 31 lipca – 4 sierpnia 1903 – zgromadzenie kardynałów zwołane po śmierci Leona XIII. Konklawe zakończyło się wyborem kard. Giuseppe Melchiorre Sarto, który przybrał imię – Piusa X. Było to ostatnie konklawe, w trakcie którego doszło do zgłoszenia przez mocarstwo katolickie oficjalnej ekskluzywy wobec jednego z kandydatów na papieża.

## Lista uczestników
W konklawe wzięło udział 62 z 64 kardynałów:
- Luigi Oreglia di Santo Stefano (Włochy; nominacja 22 grudnia 1873) – kardynał biskup Ostia e Velletri; dziekan Świętego Kolegium Kardynałów; kamerling Świętego Kościoła Rzymskiego; prefekt Świętej Kongregacji ds. Ceremoniału; komendatariusz opactwa terytorialnego Tre Fontane

- Serafino Vannutelli (Włochy; 14 marca 1887) – kardynał biskup Porto e Santa Rufina; subdziekan Świętego Kolegium Kardynałów; penitencjariusz większy; sekretarz Świętej Kongregacji Rzymskiej i Powszechnej Inkwizycji

- Vincenzo Vannutelli (Włochy; 30 grudnia 1889) – kardynał biskup Palestriny; komendatariusz kościoła prezbiterialnego S. Silvestro in Capite; prefekt Świętej Kongregacji ds. Soboru Trydenckiego; prefekt Świętej Kongregacji ds. Kościelnych Immunitetów; archiprezbiter bazyliki liberiańskiej; protektor Portugalii

- Mario Mocenni (Włochy; 16 stycznia 1893) – kardynał biskup Sabiny

- Francesco di Paola Satolli (Włochy; 29 listopada 1895) – kardynał biskup Frascati; archiprezbiter bazyliki laterańskiej; prefekt Świętej Kongregacji ds. Studiów

- Antonio Agliardi (Włochy; 22 czerwca 1896) – kardynał biskup Albano; komendatariusz kościoła prezbiterialnego S. Lorenzo in Damaso; wicekanclerz Świętego Kościoła Rzymskiego; prefekt ds. ekonomicznych Świętej Kongregacji Rozkrzewiania Wiary

- José Sebastião Neto OFMDisc (Portugalia; 24 marca 1884) – kardynał prezbiter Ss. XII Apostoli; protoprezbiter Świętego Kolegium Kardynałów; patriarcha Lizbony

- Alfonso Capecelatro CO (Włochy; 27 lipca 1885) – kardynał prezbiter S. Maria del Popolo; bibliotekarz Świętego Kościoła Rzymskiego; arcybiskup Kapui

- Benoit-Marie Langenieux (Francja; 7 czerwca 1886) – kardynał prezbiter S. Giovanni a Porta Latina; arcybiskup Reims

- James Gibbons (Stany Zjednoczone; 7 czerwca 1886) – kardynał prezbiter S. Maria in Trastevere; arcybiskup Baltimore

- Mariano Rampolla del Tindaro (Włochy; 14 marca 1887) – kardynał prezbiter S. Cecilia; sekretarz stanu Stolicy Apostolskiej; prefekt Świętej Kongregacji ds. Sanktuarium Loreto; archiprezbiter bazyliki watykańskiej; prefekt Fabryki Świętego Piotra; przewodniczący Papieskiej Komisji Biblijnej; przewodniczący Rady ds. Patrymonium Stolicy Apostolskiej; wielki przeor zakonu joannitów w Rzymie

- François-Marie-Benjamin Richard de la Vergne (Francja; 24 maja 1889) – kardynał prezbiter S. Maria in Via; arcybiskup Paryża

- Pierre-Lambert Goossens (Belgia; 24 maja 1889) – kardynał prezbiter S. Croce in Gerusalemme; arcybiskup Mechelen i prymas Belgii

- Anton Josef Gruscha (Austro-Węgry; 1 czerwca 1891) – kardynał prezbiter S. Maria degli Angeli; arcybiskup Wiednia

- Angelo Di Pietro (Włochy; 16 stycznia 1893) – kardynał prezbiter S. Alessio; prodatariusz Jego Świątobliwości

- Michael Logue (Wielka Brytania; 16 stycznia 1893) – kardynał prezbiter S. Maria della Pace; arcybiskup Armagh i prymas Irlandii

- Kolos Ferenc Vaszary OSBHung (Austro-Węgry; 16 stycznia 1893) – kardynał prezbiter Ss. Silvestro e Martino ai Monti; arcybiskup Esztergom i prymas Węgier

- Georg Kopp (Niemcy; 16 stycznia 1893) – kardynał prezbiter S. Agnese fuori le mura; biskup Wrocławia

- Adolphe-Louis-Albert Perraud CO (Francja; 16 stycznia 1893) – kardynał prezbiter S. Pietro in Vincoli; biskup Autun

- Victor-Lucien-Sulpice Leçot (Francja; 12 czerwca 1893) – kardynał prezbiter S. Pudenziana; arcybiskup Bordeaux

- Giuseppe Sarto (Włochy; 12 czerwca 1893) – kardynał prezbiter S. Bernardo alle Terme; patriarcha Wenecji

- Ciriaco María Sancha y Hervás (Hiszpania; 18 maja 1894) – kardynał prezbiter S. Pietro in Montorio; arcybiskup Toledo i prymas Hiszpanii; patriarcha Indii Zachodnich

- Domenico Svampa (Włochy; 18 maja 1894) – kardynał prezbiter S. Onofrio; arcybiskup Bolonii

- Andrea Carlo Ferrari (Włochy; 18 maja 1894) – kardynał prezbiter S. Anastasia; arcybiskup Mediolanu

- Girolamo Maria Gotti OCD (Włochy; 29 listopada 1895) – kardynał prezbiter S. Maria della Scala; prefekt generalny Świętej Kongregacji Rozkrzewiania Wiary; prefekt Świętej Kongregacji ds. Obrządków Wschodnich

- Achille Manara (Włochy; 29 listopada 1895) – kardynał prezbiter S. Pancrazio; biskup Ankony

- Salvador Casañas y Pagès (Hiszpania; 29 listopada 1895) – kardynał prezbiter Ss. Quirico e Giulitta; arcybiskup Barcelony

- Domenico Ferrata (Włochy; 22 czerwca 1896) – kardynał prezbiter S. Prisca; prefekt Świętej Kongregacji ds. Biskupów i Zakonników

- Serafino Cretoni (Włochy; 22 czerwca 1896) – kardynał prezbiter S. Maria sopra Minerva; prefekt Świętej Kongregacji ds. Obrzędów

- Giuseppe Prisco (Włochy; 30 listopada 1896) – kardynał prezbiter S. Sisto; arcybiskup Neapolu

- José María Martín de Herrera y de la Iglesia (Hiszpania; 19 kwietnia 1897) – kardynał prezbiter S. Maria in Transpontina; arcybiskup Santiago de Compostela

- Pierre-Hector Coullie (Francja; 19 kwietnia 1897) – kardynał prezbiter SS. Trinita al Monte Pincio; arcybiskup Lyonu i prymas Galii

- Guillaume-Marie-Joseph Labouré (Francja; 19 kwietnia 1897) – kardynał prezbiter S. Maria Nuova e S. Francesca in Foro Romano; arcybiskup Rennes

- Giovanni Battista Casali del Drago (Włochy; 19 czerwca 1899) – kardynał prezbiter S. Maria della Vittoria

- Francesco di Paola Cassetta (Włochy; 19 czerwca 1899) – kardynał prezbiter S. Crisogono; komendatariusz diakonii Ss. Vito, Modesto e Crescenzia

- Alessandro Sanminiatelli-Zabarella (Włochy; 19 czerwca 1899) – kardynał prezbiter Ss. Marcellino e Pietro; kamerling Świętego Kolegium Kardynałów

- Gennaro Portanova (Włochy; 19 czerwca 1899) – kardynał prezbiter S. Clemente; arcybiskup Reggio di Calabria

- Giuseppe Francica Nava di Bontifé (Włochy; 19 czerwca 1899) – kardynał prezbiter Ss. Giovanni e Paolo; arcybiskup Katanii

- François-Désiré Mathieu (Francja; 19 czerwca 1899) – kardynał prezbiter S. Sabina

- Pietro Respighi (Włochy; 19 czerwca 1899) – kardynał prezbiter Ss. IV Coronati; wikariusz generalny diecezji rzymskiej; prefekt Świętej Kongregacji ds. Rezydencji Biskupów; przewodniczący Papieskiej Komisji ds. Archeologii Sakralnej

- Agostino Richelmy (Włochy; 19 czerwca 1899) – kardynał prezbiter S. Eusebio; arcybiskup Turynu

- Sebastiano Martinelli OESA (Włochy; 15 kwietnia 1901) – kardynał prezbiter S. Agostino

- Casimiro Gennari (Włochy; 15 kwietnia 1901) – kardynał prezbiter S. Marcello

- Lev Skrbenský z Hříště (Austro-Węgry; 15 kwietnia 1901) – kardynał prezbiter S. Stefano al Monte Celio; arcybiskup Pragi i prymas Czech

- Giulio Boschi (Włochy; 15 kwietnia 1901) – kardynał prezbiter S. Lorenzo in Panisperna; arcybiskup Ferrary

- Jan Duklan Puzyna (Austro-Węgry; 15 kwietnia 1901) – kardynał prezbiter Ss. Vitale, Gervasio e Protasio; biskup Krakowa

- Bartolomeo Bacilieri (Włochy; 15 kwietnia 1901) – kardynał prezbiter S. Bartolomeo all’Isola; biskup Werony

- Carlo Nocella (Włochy; 22 czerwca 1903) – kardynał prezbiter S. Callisto

- Beniamino Cavicchioni (Włochy; 22 czerwca 1903) – kardynał prezbiter S. Maria in Aracoeli

- Andrea Aiuti (Włochy; 22 czerwca 1903) – kardynał prezbiter bez tytułu

- Emidio Taliani (Włochy; 22 czerwca 1903) – kardynał prezbiter bez tytułu

- Sebastián Herrero y Espinosa de los Monteros (Hiszpania; 22 czerwca 1903) – kardynał prezbiter bez tytułu; arcybiskup Walencji

- Johannes Katschthaler (Austro-Węgry; 22 czerwca 1903) – kardynał prezbiter bez tytułu; arcybiskup Salzburga i prymas Germanii

- Antonius Hubert Fischer (Niemcy; 22 czerwca 1903) – kardynał prezbiter Ss. Nereo ed Achilleo; arcybiskup Kolonii

- Luigi Macchi (Włochy; 11 lutego 1889) – kardynał diakon S. Maria in Via lata; protodiakon Świętego Kolegium Kardynałów; sekretarz ds. Brewe Apostolskich; administrator opactwa Subiaco

- Andreas Steinhuber SJ (Niemcy; 16 stycznia 1893) – kardynał diakon S. Agata alla Suburra; prefekt Świętej Kongregacji Indeksu

- Francesco Segna (Włochy; 18 maja 1894) – kardynał diakon S. Maria in Portico; archiwista Stolicy Apostolskiej

- Raffaele Pierotti OP (Włochy; 30 listopada 1896) – kardynał diakon Ss. Cosma e Damiano; przewodniczący Komisji ds. Oceny Nowych Instytutów

- Francesco Salesio della Volpe (Włochy; 19 czerwca 1899) – kardynał diakon S. Maria in Aquiro

- José de Calasanz Vives y Tutó OFMCap (Hiszpania; 19 czerwca 1899) – kardynał diakon S. Adriano

- Luigi Tripepi (Włochy; 15 kwietnia 1901) – kardynał diakon S. Maria in Domnica; prefekt Świętej Kongregacji ds. Odpustów i Świętych Relikwii

- Felice Cavagnis (Włochy; 15 kwietnia 1901) – kardynał diakon S. Maria ad Martyres

Trzydziestu ośmiu elektorów pochodziło z Włoch, siedmiu z Francji, po pięciu z Austro-Węgier (w tym Polak Jan Puzyna) i Hiszpanii, trzech z Niemiec i po jednym z Portugalii, Belgii, Wielkiej Brytanii i Stanów Zjednoczonych. Wszyscy byli nominatami Leona XIII z wyjątkiem dziekana Luigiego Oreglii di Santo Stefano, którego mianował jeszcze Pius IX.

### Nieobecni
Dwóch Kardynałów, obaj z nominacji Leona XIII:
- Michelangelo Celesia OSBCas (Włochy; 10 listopada 1884) – kardynał prezbiter S. Marco; arcybiskup Palermo
- Francis Patrick Moran (Australia; 27 lipca 1885) – kardynał prezbiter S. Susanna; arcybiskup Sydney

## Początek konklawe
Po śmierci papieża Leona XIII (20 lipca 1903 roku) w Kaplicy Sykstyńskiej w dniu 31 lipca zebrało się konklawe. Niekwestionowanym faworytem był wówczas kardynał Rampolla, o którym jeszcze za życia Leona XIII mówiono jako o potencjalnym następcy św. Piotra. Rampolla był oskarżany przez swych przeciwników o przynależność do loży masońskiej.

## Weto cesarza Austrii
Gdy 2 sierpnia przystępowano do kolejnego głosowania, o głos poprosił biskup Krakowa, kard. Jan Puzyna. „Mam zaszczyt – mówił – (…) podać do wiadomości w imieniu oraz na podstawie autorytetu jego Apostolskiego Majestatu Franciszka Józefa (…), że Jego Majestat, zamierzając skorzystać ze starożytnego prawa i przywileju, oznajmia wykluczające weto przeciwko najdostojniejszemu mojemu panu kardynałowi Marianowi Rampolli del Tindaro”. Gdy do głosu doszedł Luigi Oreglia, będący dziekanem, oznajmił: „Ta informacja nie może być przyjęta ani z tytułu oficjalnego, ani z tytułu nieoficjalnego, i nie będzie brana pod uwagę”. Wielu kardynałów tę decyzję oklaskiwało, podczas gdy francuski kardynał, Desire Mathieu, krzyknął nawet „Brawo!”. Po tym wszystkim wstał kard. Rampolla i odrzekł: „Przykro mi, że przez władzę świecką został dokonany poważny zamach na wolność Kościoła w zakresie papieskich wyborów oraz na godność Świętego Kolegium, i ja się temu energicznie sprzeciwiam”.
Mimo weta, w następnym głosowaniu Rampolla dostał aż 30 głosów, ale od tego momentu systematycznie tracił głosy na rzecz Giuseppe Sarto z Wenecji.

## Wyniki głosowań
Poniżej wyniki poszczególnych głosowań:
- Pierwsze (1 sierpnia rano):

- - Rampolla – 24 głosy

- - Gotti – 17

- - Sarto – 5

- - S. Vanutelli – 4

- - Oreglia, di Pietro i Capeceltaro – po 2

- - Agliardi, Cassetta, Richelmy, Portanova, Ferrata i Segna – po 1

- Drugie (1 sierpnia po południu):

- - Rampolla – 29

- - Gotti – 16

- - Sarto – 10

- - Richelmy – 3

- - Capecelatro – 2

- - S. Vanutelli i Segna – po 1

- Trzecie (2 sierpnia rano, w jego trakcie zgłoszenie weta przez Puzynę):

- - Rampolla – 29

- - Sarto – 21

- - Gotti – 9

- - Oreglia, di Pietro i Capecelatro – po 1

- Czwarte (2 sierpnia po południu):

- - Rampolla – 30

- - Sarto – 24

- - Gotti – 3

- - Oreglia i di Pietro – po 2

- - Capecelatro – 1

- Piąte (3 sierpnia rano, jeden głos nieważny):

- - Sarto – 27

- - Rampolla – 24

- - Gotti – 6

- - Oreglia, Capecelatro, di Pietro i Prisco – po 1

- Szóste (3 sierpnia po południu, nadal jeden głos nieważny):

- - Sarto – 35

- - Rampolla – 16

- - Gotti – 7

- - Oreglia – 2

- - Capecelatro – 1

- Siódme (4 sierpnia rano):

- - Sarto – 50

- - Rampolla – 10

- - Gotti – 2

## Wybór
4 sierpnia na tron Piotrowy wybrano kardynała Giuseppe Melchiorre Sarto, czyli papieża Piusa X, który w 1904 roku wydał Konstytucję Apostolską "Commisium nobis", w której potępił i zakazał pod groźbą ekskomuniki stosowania ekskluzywy państwowej.